# Soha Ali Khan
Soha Ali Khan (सोहा अली खान) urodzona 4 października 1978 w New Delhi, Indie) to bollywoodzka aktorka, córka nawaba Pataudi i sławnej aktorki Sharmili Tagore oraz siostra aktora Saifa Alego Khana, nagrodzona za rolę w Kolor szafranu.

## Życie osobiste
Soha Ali Khan urodziła się w rodzinie nawabów Pataudi. Jej ojciec Mansoor Ali Khan Pataudi był sławnym kapitanem indyjskiej drużyny krykieta. Jej matka, Sharmila Tagore to uznana aktorka (Mann), daleka krewna poety i indyjskiego noblisty Rabindanatha Tagorego. Jej bratem jest aktor Saif Ali Khan (Zakochani, Gdyby jutra nie było).

## Filmografia
| Rok  | Film              | Role                            | Nagrody                                                                                             |
| ---- | ----------------- | ------------------------------- | --------------------------------------------------------------------------------------------------- |
| 2008 | Airport           |                                 | zapowiedziany                                                                                       |
| 2007 | Mumbai Meri Jaan  |                                 | zapowiedziany                                                                                       |
| 2007 | Khoya Khoya Chand | Nikhat                          | |
| 2006 | Ahista Ahista     | Megha                           | |
| 2006 | Kolor szafranu    | Sonia                           | Nagroda IIFA dla Najlepszej Aktorki Drugoplanowej Nagroda GIFA dla Najlepszej Aktorki Drugoplanowej |
| 2005 | Antar Mahal       | Jasomati                        | |
| 2005 | Shaadi No. 1      | Sonia                           | |
| 2005 | Pyaar Mein Twist  | córka Sheetala /narzeczona Raju | |
| 2004 | Dil Maange More   | Neha                            | |
| 2004 | Iti Srikanta      | Kamallata                       | |